# دیم (شهرستان چیشمینسکی، باشقیرستان)
دیم (انگلیسی: Dim, Chishminsky District, Republic of Bashkortostan) یک شهرک در شهرستان چیشمینسکی در استان باشقیرستان کشور روسیه است.